# Карасёво (Черепановский район)
Карасёво — село в Черепановском районе Новосибирской области. Административный центр Карасёвского сельсовета.

## География
Площадь села — 126 гектаров.

## Население
| 2002 | 2007  | 2010 |
| ---- | ----- | ---- |
| 974  | ↗1002 | ↘948 |

## Улицы
| - ул. Гагарина, - ул. Заводская, - ул. Интернациональная, | - ул. Кооперативная, - ул. Молодёжная, - ул. Набережная, | - ул. Северная, - ул. Советская, - ул. Школьная. |

## Инфраструктура
В селе по данным на 2007 год функционируют 1 учреждение здравоохранения и 2 учреждения образования.

## Известные уроженцы
- Матвеев, Фёдор Иванович (1923—1976) — советский военно-морской деятель, капитан 1-го ранга, Герой Советского Союза.
- Матвеев, Кирилл Иванович (1926—2003) — советский передовик машиностроения, Герой Социалистического Труда.